# مارهای کشی
مارهای کِشی (نام علمی: Charina) نام یک سرده از تیره اژدرماران است.